# Ты — супермодель
«Ты — супермодель» — российская телепередача жанра реалити-шоу, выходившая на телеканале СТС c 2004 по 2007 год. Является первой русской адаптацией популярного американского шоу America’s Next Top Model. В телепередаче принимали участие девушки, стремящиеся стать моделями и получить контракт с престижным модельным агентством. Ведущим первых двух сезонов передачи был Фёдор Бондарчук, третьего сезона — Александр Цекало, а четвёртого — Светлана Бондарчук.
В каждом из сезонов телепередачи принимало участие 13 девушек, выбранных на кастинге из множества желающих. В конце каждого эпизода одна из участниц покидала шоу, пока в проекте не оставалось три девушки, из которых происходил выбор «супермодели года».
В качестве участников жюри и гостей в программе приняли участие множество известных российских деятелей моды, в том числе Татьяна Михалкова, Ирина Понаровская, Александр Васильев, Сергей Зверев. Состав жюри менялся от сезона к сезону.
Победительницей первого сезона шоу стала 17-летняя Ксения Кахнович. Кахнович отказалась от контракта с модельным агентством NEXT на 250 тысяч долларов в связи с поступившим более выгодным предложением от IMG. Со времени победы она стала успешной моделью, представляя такие лейблы как Versace, Louis Vuitton, Christian Dior и Dolce & Gabbana в Нью-Йорке, Париже и Милане.

## Таблица сезонов
| Сезон | Дата премьеры  |                     | Победитель                     | Второе место |    | Другие участники | Число участников |  | Путешествие |
| 1     | 27 марта 2004  | Ксения Кахнович     | Александра Олейник             | Ольга Сандракова, Елена Умнова, Анастасия Полунина, Наталия Чураева, Ольга Шехерева, Вероника Недоруб, Ксения Пирожкова & Варвара Серова, Анастасия Салозубова & Евгения Толстикова, Юлия Воробьёва & Юлия Олейник              | 14 | Санкт-Петербург  |                  |  |             |
| 2     | 29 января 2005 | Светлана Сергиенко  | Арина Морозова                 | Кристина Андреева, Алена Цепова, Екатерина Борисова, Дарья Иванова, Юлия Иванова, Анна Бородина, Светлана Костечко, Татьяна Танаева, Наталья Малютина, Ксения Хижняк, Анастасия Титова                                          | 13 | Сочи             |                  |  |             |
| 3     | 14 января 2006 | Татьяна Пекуровская | Виктория Марусева              | Ольга Вяткина & Полина Лынова, Ольга Кагарлитская, Вера Кириленко, Светлана Завьялова, Ольга Волкова, Майя Пужаева, Екатерина Ломачинская, Елена Волкова, Александра Гуркова, Эльвира Теслина, Александра Кесова, Анна Петухова | 15 | Новосибирск      |                  |  |             |
| 4     | 6 октября 2007 | Татьяна Крохина     | Алевтина Купцова и Юлия Кучина | Марта Георгиева, Анна Белова, Дана Борисенко, Ирина Токарева, Анастасия Богушевская, Юлия Завьялова, Дарья Сверчкова, Людмила Кример, Ирина Галушкина, Александра Лобанова                                                      | 13 | Санкт-Петербург  |                  |  |             |